# Xã Smackover, Quận Ouachita, Arkansas
Xã Smackover (tiếng Anh: Smackover Township) là một xã thuộc quận Ouachita, tiểu bang Arkansas, Hoa Kỳ. Năm 2010, dân số của xã này là 1.246 người.